# Skirnir
|  | Dieser Artikel oder Abschnitt wurde wegen inhaltlicher Mängel auf der Qualitätssicherungsseite des Projekts Germanen eingetragen. Dies geschieht, um die Qualität der Artikel aus diesem Themengebiet auf ein akzeptables Niveau zu bringen. Bitte hilf mit, die Mängel dieses Artikels zu beseitigen, und beteilige dich an der Diskussion! |

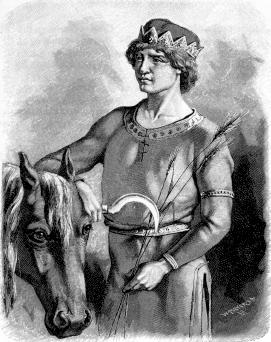
Skirnir nach einer Illustration des schwedischen Künstlers Frederik Sander von 1893.

Skirnir (eigentliche Schreibung Skírnir) ist in der nordischen Mythologie Freyrs Freund und Diener. Er wirbt in Jötunheim im Namen Freyrs um die Riesin Gerda. Als Lohn dafür erhält er Freyrs Schwert und sein Pferd.
Skirnir wird von den Göttern als zuverlässiger Vasall angesehen und mit Botschaften oder Aufträgen in andere Welten geschickt.
Ein weiteres Mal wird Skirnir, im Auftrag Odins, zu den Zwergen nach Schwarzalbenheim geschickt um die unverwüstbare Kette Gleipnir zu holen, um damit den Fenriswolf zu binden.